# Witch Hunter
Witch Hunter — другий студійний альбом Grave Digger. Був виданий у травні 1985 року.

## Список композицій
Уся музика і тексти написана Grave Digger, за виключенням вказаного. Тексти на композиціях 1, 2, 4, 5, 6 написані в співавторстві з Роєм Діном Брауном
1. «Witch Hunter» — 4:25
2. «Night Drifter» — 3:11
3. «Get Ready for Power» — 5:06
4. «Love Is a Game» — 5:45
5. «Get Away» — 2:59
6. «Fight for Freedom» — 3:55
7. «School's Out» (Еліс Купер, Майкл Брюс) — 2:43
8. «Friends of Mine» — 5:24
9. «Here I Stand» — 4:49

### Бонус треки з видання для США
- «Shine On»
- «Tears of Blood»
- «Don't Kill the Children»

## Учасники
- Кріс Болтендаль — вокал, бас-гітара
- Петер Массон — гітара, бас-гітара
- Рене Т. Боне — бас-гітара
- Альберт Екардт — ударні